# Nothing's Gonna Stop Us Now
Nothing's Gonna Stop Us Now è un brano musicale scritto da Albert Hammond e Diane Warren, registrato nel 1986 dal gruppo rock statunitense Starship e pubblicato nel gennaio 1987 come singolo estratto dall'album No Protection. Il brano inoltre ha fatto da tema per il film Mannequin (1987), diretto da Michael Gottlieb. Proprio per la sua presenza in questo film, il singolo si è aggiudicato una candidatura all'Oscar alla migliore canzone nell'ambito dei Premi Oscar 1988.

## Composizione
Il brano fu commissionato ai compositori Albert Hammond e Diane Warren da Michael Gottlieb, regista del film Mannequin, per la scena del matrimonio contenuta nella pellicola ed inviò loro per questo la sceneggiatura.
Ad ispirare il brano a Hammond, come dichiarato dallo stesso autore in un'intervista rilasciata nel 1992 all'emittente radiofonica della BBC, fu la sua situazione sentimentale e, in particolare, la sua relazione con la fidanzata Claudia, iniziata dopo un divorzio e che durava ormai già da sette anni.

## Successo in classifica
Il brano raggiunse il primo posto della Billboard Hot 100 il 4 aprile 1987 e la prima posizione della Official Singles Chart per quattro settimane il mese successivo, diventando il secondo singolo più venduto nel Regno Unito durante quello stesso anno dietro Never Gonna Give You Up di Rick Astley. Ai tempi, il brano rese Grace Slick (47 anni) l'artista donna più anziana a raggiungere la prima posizione della classifica statunitense dei singoli, prima che il record venisse infranto da Cher (52 anni) con Believe nel 1999.

## Video musicale
Il videoclip del brano mostra il cantante del gruppo Mickey Thomas che interagisce con un manichino che prende vita, interpretato da Grace Slick, mentre sullo sfondo scorrono immagini provenienti dal film Mannequin.

## Tracce
- 7"

1. Nothing's Gonna Stop Us Now – 4:29
2. Layin' It on the Line (live at Stopher Gym, Louisiana State University) – 4:15

## Formazione
- Mickey Thomas – voce
- Grace Slick – voce
- Donny Baldwin – batteria, voce
- Craig Chaquico – chitarra
- Pete Sears – basso

## Classifiche
| Classifica  | Posizione massima | Nr. di settimane |
| ----------- | ----------------- | ---------------- |
| Regno Unito | 1                 |                  |
| Stati Uniti | 1                 |                  |

## Cover
Tra gli artisti che hanno inciso una cover del brano, figurano (in ordine alfabetico):
- Marcia Griffiths feat. Da'Ville (2012)
- Albert Hammond (1989)
- James Last (1988)
- Martha's Trouble (2011)
- Same Difference (2008)
- The SoCals (2009)
- The Starting Line (2001)
- Helena Vondráčková con l'Orchestra Filarmonica di Praga

### Versioni in altre lingue
- Del brano è stata incisa da Maurizio Vandelli una versione in italiano intitolata Non lasciarmi solo, pubblicata nel 1990[10].